# Anton Kartak
Anton Kartak (* 26. März 1924 in Przemyśl in Polen; † 14. Februar 2011) war ein deutscher Jurist, Basketballtrainer, -spieler und Sportfunktionär. Kartak war in den ersten Phasen seines Lebens ein engagierter Wettkampf- und später Freizeitsportler. In den 1940er und 50er Jahren war er ebenfalls als Eishockeyligaspieler und -trainer aktiv. Besonders in der ersten Phase des Wiederaufbaus nach Kriegsende hat er im Bereich des Sports, besonders des Hochschulsports, Aufbauarbeit geleistet. Bereits 1951 wurde ihm das Silberne Lorbeerblatt verliehen.

## Jugend, Zweiter Weltkrieg, Studium
Geboren wurde Anton Kartak in Polen. Die ersten vier Klassen des Gymnasiums besuchte er in Jindřichův Hradec (deutsch Neuhaus/Tschechien), eine Stadt im Jihočeský kraj in Tschechien, die 1938 bis 1945 bedingt durch das Münchner Abkommen politisch von ihrem Umland abgeschnitten war, da es zum Reichsgau Sudetenland (Gau Niederdonau) zugeschlagen wurde. 1939, im Jahr der Besatzung durch die reichsdeutsche NS-Diktatur und Beginn des SS-Terrors in der Region des heutigen Tschechien, wechselte er auf eine deutsche Oberschule in Prag. 1942, unmittelbar nach der bestandenen Abiturprüfung, wurde Anton Kartak zur deutschen Wehrmacht eingezogen. Er diente bei der Luftwaffe. Am 5. November 1944 wurde sein Flugzeug während eines Einsatzes über der Region Appeldoorn (Niederlande) beschossen. Das Flugzeug stürzte ab. Der Luftwaffensoldat überlebte den Einsatz verletzt, mit schweren Verbrennungen am Kopf. Da Anton Kartak nach der Kapitulation der deutschen Wehrmacht und darauf folgendem Kriegsende nicht in Kriegsgefangenschaft geriet, hat er die Gelegenheit genutzt, im Jahr 1946 das Studium der Rechtswissenschaft an der Ruprecht-Karls-Universität Heidelberg aufnehmen zu können. Diese Hochschule war nicht durch Bomben zerstört und der Lehrkörper befand sich nach Ende der Hitler-Diktatur in einer Phase der geistigen Erneuerung. Er schloss sein Studium 1949 mit dem ersten juristischen Staatsexamen ab. 1953 bestand er das „Assessoren-Examen“ vor dem Justizprüfungsrat in Stuttgart. Anton Kartak hatte seinen Lebensmittelpunkt im bevölkerungsreichsten Stadtteil von Heidelberg, in Handschuhsheim.

## Basketballer in Heidelberg
1947 gründete Anton Kartak die Basketballabteilung im Heidelberger Turnerbund (HTB) und belegte mit seiner Mannschaft auf Anhieb den dritten Rang bei der ersten zentralen Nachkriegsmeisterschaft in Darmstadt. Das zweite Turnier in der Nachkriegszeit wurde im Folgejahr 1948 gewonnen. Nach Gründung des DBB im Mai 1949 erspielte das Männerteam des HTB in den Jahren 1950, 1951 und 1952 stets die Deutsche Basketballmeisterschaft. Anton Kartak war an diesen herausragenden Erfolgen des HTB als Spielertrainer beteiligt. In dieser Zeit hatte er damit eine Entwicklung im Rhein-Neckar-Raum eingeleitet, die in den 1950er Jahren zur Gründung weiterer Basketballabteilungen beziehungsweise Frauen- und Männerteams in der Region führte (Heidelberger TV 1846, BC Heidelberg, TSG 78 etc.).
Im Jahr 1953 wechselte der dem Heidelberger Hochschulsport seit 1946 eng verbundene Anton Kartak vom Heidelberger TB zum USC Heidelberg, für dessen Entwicklung er sich stets verantwortlich fühlte und zu dessen Vorsitzenden er später gewählt wurde. Die Basketballabteilung des USC war 1952 auf Initiative von Otto Neumann, Sportwissenschaftler und Gewinner der Silbermedaille bei den Olympischen Sommerspielen 1928 gegründet worden. In den ersten vierzehn Spielzeiten nach Gründung des DBB, 1949/50 bis 1962/63, gewannen die Heidelberger Basketballer neun deutsche Meistertitel des DBB. Es gab in diesem Zeitraum mehrere Finals bei den Frauen und Männern, in denen beide Finalteams der deutschen Meisterschaft aus Heidelberg kamen. Anton Kartak war als Trainer und Coach an dem Gewinn von vier Meistertiteln des USC-Männerteams direkt beteiligt (1957, 1958, 1960 und 1961). Zur Saison 1959/60 gelang es USC-Trainer Anton Kartak, den neunzehnjährigen Klaus Weinand für das Team des USC Heidelberg zu gewinnen. Der Nationalmannschaft-Center stammt aus Koblenz und war in den 1960er Jahren einer der erfolgreichsten DBB-Basketballer.

## Eishockeysport
In seiner Zeit als Schüler, in Jindřichův Hradec und Prag, wurde Anton Kartak ebenfalls als Eishockeyspieler ausgebildet. Als er 1946 als Student nach Heidelberg kam, lagen große Gebiete der Stadt Mannheim in Schutt und Asche. Das damalige Eisstadion des Mannheimer ERC am Friedrichspark, erst im Jahr 1939 eingeweiht, war im Juni 1943 von Bomben der Kriegsgegner getroffen und zerstört worden. Die Menschen in Mannheim hatte nach der Kapitulation zunächst große Sorgen in ihrem Alltagsleben. Anton Kartak, der in der Mannheimer Eishockeyszene als „Toni“ Kartak bekannt ist, gehörte zu den acht Spielern, die im Jahr 1949 beim Mannheimer Eis- und Rollsport-Club (Mannheimer ERC) begannen, wieder mit dem Puck auf dem Eis zu spielen. In der Spielzeit 1951/52 begannen die Eishockeyspieler des Mannheimer ERC mit dem Ligaspielbetrieb. Toni Kartak leitete im ersten Jahr des Spielbetriebs das Training. Er gehörte zu der Mannschaft des Mannheimer ERC, der im Februar 1956 unter dem lettischen Spielertrainer Ēriks Koņeckis der Aufstieg in die Oberliga gelang, um danach vierzehn Jahre erstklassig spielen zu können.

## Allgemeiner Deutscher Hochschulverband
Als Student der Universität Heidelberg hatte Anton Kartak sich für den Hochschulsport stets mit hoher Priorität eingesetzt. Er gehörte im April 1948 zu dem Kreis der Gründer des Dachverbandes des deutschen Hochschulsports, des Allgemeinen Deutsches Hochschulverbandes (adh). In Bayrischzell erfolgte der Zusammenschluss der studentischen Sportreferate an den Universitäten und Hochschulen. Der ADH fungierte bis in die 1960er Jahre zugleich als „Sportamt des Verbands Deutscher Studentenschaften (VDS)“. Bis 1953 war Anton Kartak 2. Vorsitzender des ADH und bis 1955 verantwortlich für den Basketballsport im ADH. Bereits 1949 nahm er als Spieler in Meran an den ersten Weltstudentenspielen nach Beendigung des Zweiten Weltkriegs beziehungsweise der ersten Spiele der FISU-Spiele teil. In den Jahren 1950 und 1951 gewann Anton Kartak mit der Mannschaft der Universität Heidelberg die Meisterschaften der ADH. Neben seiner Tätigkeit als Bundestrainer betreute Anton Kartak die Auswahlmannschaften des ADH bei mehreren Universiaden als Trainer und Coach. Auch 1953 bei dem Basketballturnier der FISU, das 1953 in der Dortmunder Westfalenhalle im Rahmen der 3. Internationalen Hochschulsportwoche stattfand. Mit Walther Tröger, 1963 bis 1961 Generalsekretär des ADH, später Präsident des Nationalen Olympischen Komitees (NOK) für Deutschland und Mitglied des Internationalen Olympischen Komitees (IOC), arbeitete Anton Kartak ab 1976 als einen seiner Vizepräsidenten beim DBB und in der FIBA Sports Commission zusammen. Dem ADH blieb Anton Kartak stets, seit 1998 als Ehrenmitglied, eng verbunden.

## Deutscher Basketball Bund (DBB)

### Nationalmannschaften des DBB
Im ersten vollständigen Jahrzehnt nach Gründung des DBB war Anton Kartak als Bundestrainer, im Zeitraum 1951 bis 1956, für sämtliche DBB-Nationalmannschaften verantwortlich. Vorher hatte er unter seinem Vorgänger im Amt, Bundestrainer Theo Clausen, sechs Spiele einer deutschen Auswahl absolviert, konnte an den FIBA Europameisterschaften 1951 in Paris wegen eines in einem Basketballspiel gebrochenen Beines nicht teilnehmen und gehörte somit nicht zu dem Nationalmannschaftskader, der das erste Länderspiel des DBB bestreiten konnte. Als Bundestrainer nominierte Anton Kartak für die gesamtdeutsche Mannschaft acht Nationalspieler des DBB bei den FIBA Europameisterschaften der Männer 1953 in Moskau und 1955 in Budapest. Sein Nachfolger als Bundestrainer wurde 1956 Theodor Vychodil.

### Sportwart des DBB
1968 wurde Anton Kartak als Sportwart in das Präsidium des Deutschen Basketball Bundes gewählt (Dieses Amt hatte er bereits Anfang der 1960er Jahre inne und wegen vorübergehend schwerwiegender gesundheitlicher Beeinträchtigungen 1963 an Günter Hüffmann, ehemaliger Erstligaspieler Post Hannover, abgegeben.). Anton Kartak oblag in der Folge die Verantwortung für die Planung und Organisation des Spielbetriebes aller Nationalmannschaften des DBB. Dazu gehörten als Hauptaufgaben die Sichtung aller Spieler im Bereich des DBB, die Zusammenstellung von Kadern mit entwicklungsfähigen jugendlichen Spielern sowie die Nominierung der Frauen- und Männerkader der Nationalmannschaften, ebenso die Entwicklung und Umsetzung von Trainingskonzepten, um die Entwicklungen und Erfolge der einzelnen Nationalmannschaftsteams zu sichern. Dabei arbeitete er mit den Bundestrainern im Leistungssportbereich und deren Assistenten für die einzelnen Nationalmannschaften eng zusammen.
Bereits bei Beginn seiner Tätigkeit als Sportwart wurde Anton Kartak mit einem erheblichen Druck konfrontiert, der dadurch gegeben war, dass die Bundesrepublik Deutschland Gastgeber der Olympischen Sommerspiele 1972 in München war und damit die Teilnahme der Nationalmannschaft der Männer am olympischen Basketballturnier, ohne Qualifikation, anstand (Die Teilnahme der Frauennationalmannschaft ergab sich für den Gastgeber nicht, da das erste olympische Basketballturnier der Frauen erst 1976 in Montreal gespielt wurde.). Vorher, in den Jahren 1969 und 1971, standen die 16. und 17. FIBA Europameisterschaften der Männer auf dem Programm, in Italien und der Bundesrepublik Deutschland. Der DBB war Ausrichter der Europameisterschaft 1971 und seine Nationalmannschaft somit als Gastgeber ohne Qualifikation teilnahmeberechtigt.
Anton Kartak verfolgte nach Übernahme seines Amtes als DBB-Sportwart, zusammen mit den Bundestrainern im Leistungssportbereich der Männer, Yakovos Bilek (†) aus der Türkei, Kurt Siebenhaar (†), Miloslav Kříž aus Prag, Assistent Günter Hagedorn und in den Jahren 1971 und 1972 mit Theodor Schober (Schober und Siebenhaar waren Basketballkameraden vom USC Heidelberg) sehr engagiert das Ziel, einen Nationalmannschaftskader aus den besten, erfahrensten und erfolgreichsten Spielern zu bilden, um für das anstehende FIBA-Turnier der Europameisterschaftsqualifikation in Thessaloniki (Griechenland) sowie die beiden in der Bundesrepublik Deutschland stattfindenden Turniere der FIBA Basketball-Europameisterschaft 1971 und der Olympischen Sommerspiele 1972 zu bilden. Zusammen mit dem von ihm implementierten DBB-Trainerrat nominierte er im Oktober 1968 mit Hilfe der „Kartak-Liste“ fünfzig Spieler, zu denen eine Reihe von Jugend-Nationalspieler, die bereits in der Basketball-Bundesliga Erfahrung gesammelt hatten, gehörten. Einige der leistungsstärksten Bundesligaspieler, zum Beispiel Klaus Jungnickel oder Dietfried „Didi“ Kienast vom damals amtierenden Deutschen Basketballmeister MTV Giessen sowie der erfolgreichste deutsche Basketballer der 1960er Jahre, Klaus Weinand vom VfL Osnabrück und sein früherer Teamkamerad im Meisterteam von Alemannia Aachen Klaus Schulz, zurück vom Club Baloncesto Estudiantes Madrid und im Anschluss daran für den FC Bayern München spielend, wurden wegen ihres Alters nicht beziehungsweise zunächst nicht berücksichtigt.

#### Kartak-Liste Oktober 1968
Der Trainerrat des Deutschen Basketball Bundes hat durch seinen damaligen Vorsitzenden Anton Kartak am 10. Oktober 1968 die Spieler des Kaders für die Vorbereitung auf die Qualifikation zur FIBA Europameisterschaft 1969 in Neapel sowie zu den beiden „Großereignissen im eigenen Lande“, der FIBA Europameisterschaft 1971 in Böblingen und Essen und den Olympischen Sommerspielen 1972 in München benannt. Diese Liste wurde im Kreis der bundesdeutschen Basketballer als Kartak-Liste und der Kreis der fünfzig nominierten Spieler vom DBB als Olympiakader 1972 bezeichnet.

#### Nominierte Spieler 1969 bis 1972
- Spieler der Kartak-Liste im Oktober 1968: Ampt, Apeltauer, Armbrecht, Birkner, von Bock und Polach, Böttner, Breitbach, Dieter, Ehms, Geschwindner, Hackenberg, Haferkamp, Harders, Himmelsbich, Homm, Johns, Keller, Kiessling, Klinge, Kollmann, Kolze, Koppermann, Korsukewitz, Krettek, Krüger, Kück, Kuhring, Kuprella, Lehmann, Loibl, Jobst von Lossow, Meyer, Niedlich, Pethran, Jochen Pollex, Posern, Riefling, Ritter, Rupp, Schitthof, Schmell, Schmidt, Schröder, Staiger, Dieter Strack, Thimm, Tüttenberg, Helmut Uhlig, Wandel, Wohlers.[23]

Der Spielerkreis der Kartak-Liste wurde zu den FIBA Europameisterschaftswettbewerben 1969 (Qualifikationsturnier Thessaloniki) und 1971 (Finalrunde Essen und Böblingen) sowie zum Basketballturnier der Olympischen Sommerspiele 1972 in München um weitere Spieler ergänzt. Die Verantwortung für die jeweiligen DBB-Delegationen lag bei Anton Kartak.
- Team FIBA Europameisterschaft 1969: Rolf Dieter, Egon Homm, Dietrich Keller, Jürgen Loibl, Jochen Pollex, Hans Riefling, Manfred Schitthof, Wolfgang Schmidt, Norbert Thimm, Helmut Uhlig, Largo Wandel, Jürgen Wohlers.[24]
- Team FIBA Europameisterschaft 1971: Gerhard Brandt, Rolf Dieter, Holger Geschwindner, Dietrich Keller, Jürgen Loibl, Rainer Pethran, Dieter Pfeiffer, Jochen Pollex, Norbert Thimm, Helmut Uhlig, Klaus Urmitzer, Jürgen Wohlers.[25]
- Team Olympische Sommerspiele 1972: Karl Ampt, Holger Geschwindner, Dietrich Keller, Hans Jörg Krüger, Dieter Kuprella, Joachim Linnemann, Rainer Pethran, Jochen Pollex, Norbert Thimm, Helmut Uhlig, Klaus Weinand, Jürgen Wohlers.[21]

### Präsident des DBB
Auf dem 24. Bundestag des DBB, 1973 in Lübeck, wurde Anton Kartak zum vierten Präsidenten des Deutschen Basketball Bundes gewählt. Der Heidelberger übte sein Amt bis 1984 aus. Sein Vorgänger im Amt war Hans-Joachim Höfig vom SSV Hagen, sein Nachfolger wurde Manfred Ströher, Mitglied der ältesten Basketball-Abteilung in der Bundesrepublik Deutschland, des VfL 1848 Bad Kreuznach, und bis 1973 DBB-Schiedsrichterwart und seit 1980 Vizepräsident des Deutschen Basketball Bundes.
In der Amtszeit von Anton Kartak wurde 1975 die einzügige Basketball-Bundesliga und die neu geschaffene zweizügige Zweite Bundesliga der Männer. In demselben Jahr wurde das Unentschieden im Zeitpunkt des Spielendes abgeschafft und die Spielverlängerung eingeführt. Bei den Frauen wurden 1982 die einzügige Bundesliga und die Zweite Bundesliga mit den Gruppen Nord und Süd gegründet. Weiter erfolgte die erneute Vergabe einer FIBA Europameisterschaft an den DBB, für das Jahr 1985, nach der Basketball-Europameisterschaft 1971 in der Bundesrepublik Deutschland.
In der Amtszeit des DBB-Präsidenten Kartak spielte die A-Nationalmannschaft der Männer zwei FIBA Europameisterschaften, 1981 in der damaligen Tschechoslowakei und 1983 in Frankreich. Die A-Nationalmannschaft der Frauen nahm in diesem Zeitraum an FIBA European Championship for Women in den Jahren 1974 in Italien, 1976 in Frankreich, 1978 in Polen, 1981 in Italien und 1983 in Ungarn teil.
In den Jahren vor 1975 nahm Anton Kartak wesentlichen Einfluss auf eine Entscheidung der Gremien des damaligen Deutschen Sportbundes (heute Deutscher Olympischer Sportbund) zum Stützpunktkonzept, die dazu führte, eines der Bundesleistungszentren (BLZ) des deutschen Hochleistungssports am Standort „Im Neuenheimer Feld“, heute „Olympiastützpunkt Rhein-Neckar“, in Heidelberg anzusiedeln, dreiunddreißig Jahre unter der Leitung des USC-Basketballers Hans Leciejewski.
Anton Kartak ist Stifter und Namensgeber des „Anton-Kartak-Pokals“, ein Wanderpokal, der regelmäßig jedes Jahr im Rahmen des Altersklassenturniers Ü55 der Bundesbestenspiele Basketball des Deutschen Basketball Bundes ausgespielt und der Siegermannschaft im Kreis der teilnehmenden Maxi-Basketballer überreicht wird.

## FIBA
1972 in München wurde Anton Kartak vom FIBA-Weltkongress in die Kommission für Technische Hilfe der Fédération Internationale de Basketball (FIBA) gewählt. Beim 11. FIBA-Weltkongress in Moskau wurde die Mitgliedschaft in der FIBA-Kommission für Technische Hilfe erneut durch Wahl bestätigt.

## Nationales Olympisches Komitee
Im November 1994 wurde Anton Kartak in den Ältestenrat des Nationalen Olympischen Komitees (NOK) für Deutschland gewählt.

## Ehrungen und Auszeichnungen
- 1951 wurde dem Basketballer und Eishockeyspieler Anton Kartak das Silberne Lorbeerblatt für hervorragende Leistungen auf den Gebieten des sportlichen Lebens verliehen.[2]
- 1965 erhielt Anton Kartak vom Präsidium des Deutschen Basketball Bundes die Goldene Ehrennadel des Verbandes.[8]
- 1984 verlieh Richard von Weizsäcker, Bundespräsident der Bundesrepublik Deutschland, Anton Kartak, seit 1973 Präsident des Deutschen Basketball Bundes, im Jahr seines 60. Geburtstages, das Bundesverdienstkreuz 1. Klasse für dessen langjähriges und besonders herausgehobenes Engagement im Basketballsport. – Kartak wurde auf Lebenszeit zum fünften Ehrenmitglied des DBB gewählt.[8]
- 1986 wurde der Basketballer des USC Heidelberg zum zweiten Ehrenpräsidenten des DBB ernannt.[8]